# State of Mind (Psycho Motel)
State of Mind è il primo album in studio del gruppo musicale britannico Psycho Motel, pubblicato nel dicembre 1995 dalla Raw Power Records.

## Tracce
Testi e musiche di Adrian Smith, eccetto dove indicato.

### Edizione britannica
1. Psycho Motel
2. Western Shore (Adrian Smith, Hans Olav Solli)
3. Sins of Your Father
4. Worlds on Fire
5. Rage (Jimmy Lagnefors, Adrian Smith, Hans Olav Solli)
6. Killing Time
7. Money to Burn (Adrian Smith, Gary Liedeman)
8. Excuse Me (Jimmy Lagnefors, Adrian Smith, Hans Olav Solli)
9. City of Light
10. Time Is a Hunter

### Edizione giapponese
1. Sins of Your Father
2. World's on Fire
3. Psycho Motel
4. Western Shore (Adrian Smith, Hans Olav Solli)
5. Rage (Jimmy Lagnefors, Adrian Smith, Hans Olav Solli)
6. Killing Time
7. Time Is a Hunter
8. Money to Burn (Adrian Smith, Gary Liedeman)
9. City of Light
10. Excuse Me (Jimmy Lagnefors, Adrian Smith, Hans Olav Solli)
11. Last Goodbye
12. (Can't) Wait

## Formazione
Gruppo
- Hans Olav Solli – voce
- Adrian Smith – chitarra
- Gary Liedeman – basso
- Mike Sturgis – batteria

Altri musicisti
- Cynthia Fleming – violino in Western Shore
- Vincent Gerrin – violoncello in Western Shore e Worlds on Fire